# Urdaneta

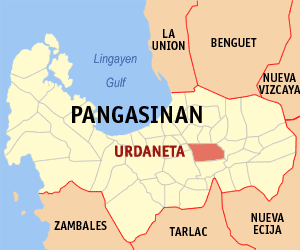
Urdanetas läge i Pangasinan

Urdaneta (officiellt City of Urdaneta) är en stad i Filippinerna och ligger i provinsen Pangasinan, Ilocosregionen. 111 582 invånare (folkräkning 1 maj 2000).
Staden är indelad i 34 smådistrikt, barangayer, varav 27 är klassificerade som landsbygdsdistrikt och 7 som tätortsdistrikt.